# Arnold Grabner
Arnold Grabner (* 15. Juni 1939 in Wiener Neustadt; † 29. Mai 2025 ebenda) war ein österreichischer Gewerkschafter und Politiker (SPÖ). Er war von 1981 bis 2001 Abgeordneter zum Nationalrat.

## Ausbildung und Beruf
Arnold Grabner absolvierte nach der Volks- und Hauptschule eine Lehre als Kraftfahrzeugmechaniker und leistete 1962 den Präsenzdienst ab. Zudem besuchte er Abendkurse beim ÖGB und bei der Arbeiterkammer.
Grabner arbeitete als Kraftfahrzeugmechaniker und war Angestellter bei den Halleiner Motorenwerken. Er arbeitete für den Österreichischen Gewerkschaftsbund, war ab 1961 im Bezirkssekretariat Wiener Neustadt tätig und ab 1965 Bezirkssekretär.

## Politik
Arnold Grabner wurde vom Bürgermeister Hans Barwitzius gefördert und war von 1969 und 1974 Gemeinderat in Wiener Neustadt und von 1974 bis 1981 Stadtrat. 1975 wurde er zum Bürgermeister-Stellvertreter gewählt und blieb bis 1981 in dieser Funktion. Am 1. Oktober 1981 zog Grabner in den Nationalrat ein und vertrat die SPÖ dort bis zum 31. Dezember 2001, als er mit Jahresende in Pension ging.
Innerparteilich war Grabner ab 1979 Stadtparteivorsitzender-Stellvertreter der SPÖ Wiener Neustadt sowie Bezirksobmann der SPÖ Wiener Neustadt. Er war Mitglied des Landesparteipräsidiums Niederösterreich, des Landesparteivorstandes und des Bundesparteivorstandes.
Grabner war Präsident des ASKÖ Niederösterreich und ebenfalls Vereinsvorsitzender der „Freunde des 1. SC Wiener Neustadt“. Zudem war Grabner Vizepräsident des Österreichischen Olympischen Comités.

## Auszeichnungen
- 1990: Großes Silbernes Ehrenzeichen für Verdienste um die Republik Österreich[4]
- 1999: Großes Goldenes Ehrenzeichen für Verdienste um die Republik Österreich[4]
- Silbernes Komturkreuz des Ehrenzeichens für Verdienste um das Bundesland Niederösterreich
- Ehrenbürger von Wiener Neustadt